# Безано-Пірадова Елеонора Володимирівна
Елеоно́ра Володи́мирівна Беза́но-Піра́дова (11 червня 1929, Тбілісі — 11 липня 2012, Київ) — українська концертмейстерка-акомпаніаторка, народна артистка України (1998), багаторічний член художньої Ради Національної філармонії України.

## Життєпис
Народилась 11 червня 1929 року у Тбілісі.
На роялі грати розпочала з шести років. Дитинство проходило в Києві, Харкові, Алма-Аті — евакуація в часі війни; Москві.
Після Другої світової війни в Харкові закінчила музичну десятирічку. В 1953 році з відзнакою закінчила Московську державну консерваторію імені П. І. Чайковського — по класу професора Г. Р. Гінзбурга, з вересня того ж року багато десятиліть працювала концертмейстером Національної філармонії України до останнього дня в 2012 р.
Перший сольний концерт відбувся з батьком, Володимиром Пірадовим, диригентом, виконуючи Перший Фортепіанний Концерт вірменського композитора Арама Хачатуряна.
Вона неодноразово представляла українське музичне мистецтво за кордоном — у складі концертних груп, в таких країнах як Фінляндія, Швеція, Ісландія, Канада, США, Франція, Швейцарія, Кипр, Італія, ФРН та НДР, Чехословаччина, Нідерланди, Велика Британія, Угорщина, Польща, Югославія з такими всесвітньо відомими співаками як Г.Ципола, А.Солов'яченко, Д.Петриненко, Є.Мирошниченко, Б.Руденко, О.Чулюк-Заграй.
Брала участь у проведенні Днів української літератури і мистецтва в усіх республіках СРСР, в численних українських і всесоюзних фестивалях.
Підготувала та провела сотні сольних концертів: з народними артистами України А. Волковою, Л. Кондрашевською, А. Мокренком, Л.Остапенко, заслуженим артистом Ю.Шутком.
З її участю здійснено постановки опер в концертному виконанні:
- «Євгеній Онєгін» П. Чайковського,
- «Травіата» Дж. Верді,
- концертне виконання поеми Т. Г. Шевченка «Гайдамаки» — музика Р. Гліера, К. Стеценка.

Проводила сольні програми за творами Д. Бортнянського, П. Чайковського, М. Глінки, Дж. Верді, Дж. Россіні, зарубіжних класиків та українських композиторів.
Дипломантка Всесоюзного конкурсу імені М. П. Мусоргського, лауреатка міжнародних премій «Слов'яни» й імені С. С. Гулака-Артемовського.

Могила Елеонори Безано-Пірадової та її батьків, Байкове кладовище

Готувала до постановки камерні опери Національної філармонії: «Запорожець за Дунаєм», «Наталка Полтавка», «Євгеній Онєгін», «Сокіл», програму «Бузок» — присвячена творчості С.Рахманінова — в цих постановках виконувала функції оркестру.
Готувала та проводила концерти у Колонному залі імені М. В. Лисенка, брала участь в абонементних концертах.
Померла на 84-му році життя 11 липня 2012 року. Менше ніж за добу після цього помер чоловік Елеонори Безано-Пірадової, Леонід Тендюк. Похована на Байковому кладовищі разом з батьками (ділянка № 8).

### Родина
- Батько — Володимир Пірадов (1892—1954), народний артист України і Казахстану, головний диригент Київського театру опери та балету.
- Мати — Алла Безано (1905—1991), балерина, походила з італійської родини циркових діячів Безано.
- Чоловік — Леонід Тендюк (1931—2012), поет та прозаїк.

## Нагороди
Кавалер ордена «Знак пошани», Трудового Червоного Прапора, нагороджена орденом княгині Ольги III ступеня, народна артистка України.